# Chiesa cattolica in Croazia
La Chiesa cattolica in Croazia conta circa 3,8 milioni di battezzati, pari a circa l'85% della popolazione.

## Storia

### XX secolo
Al termine della Prima guerra mondiale i cattolici si ritrovarono in una posizione subordinata nel nuovo Regno di Jugoslavia, i cui sovrani erano cristiani ortodossi serbi.
Durante la Seconda guerra mondiale la Jugoslavia fu spartita tra le potenze dell'Asse e in Croazia fu instaurato il regime ustascia che diede vita allo Stato Indipendente di Croazia. Mentre professava la sua adesione al cattolicesimo, ritenuto l'elemento più importante dell'identità nazionale croata, il regime ustascia, ferocemente razzista, si rese colpevole di massacri etnici, ai danni dei serbi ortodossi, degli ebrei e degli zingari. La Chiesa cattolica, pur condannando il razzismo e i delitti compiuti, dimostrò prevalentemente una vicinanza al regime di Ante Pavelić, valutando positivamente l'indipendenza croata. La figura più importante della Chiesa cattolica croata, l'arcivescovo Alojzije Viktor Stepinac, dichiarò pubblicamente la sua contrarietà a certi aspetti dello stato croato indipendente. Domenica 24 maggio 1942, a dispetto delle autorità ustascia, usò il pulpito ed una lettera diocesana per condannare in termini specifici il genocidio:

Tutti gli uomini e tutte le razze sono figli di Dio; tutti senza distinzione. Quelli che sono zingari, neri, europei o ariani hanno tutti gli stessi diritti....... per tale ragione la Chiesa Cattolica ha sempre condannato, e continua a condannare, ogni ingiustizia ed ogni violenza commessa in nome di teorie di classe, razza o nazionalità. È inaccettabile perseguitare zingari o ebrei in quanto ritenuti una razza inferiore.

Ufficialmente il governo croato non fu mai riconosciuto dalla Santa Sede.
Nel 1946, con la Repubblica Socialista Federale di Jugoslavia del maresciallo Tito venne allestito un processo contro l'arcivescovo di Zagabria Alojzije Stepinac, e lo stesso arcivescovo dichiarò che furono uccisi dal movimento di liberazione nazionale tra i 260 e i 270 sacerdoti, furono chiuse le scuole cattoliche, limitata l'istruzione religiosa, espropriate le proprietà della Chiesa, requisite le tipografie e violata la libertà di stampa, introdotto il matrimonio civile, confiscati chiese ed edifici religiosi, aggrediti i vescovi e derisa la religione dall'insegnamento ufficiale delle scuole.
L'arcivescovo Stepinac fu condannato a una pena di 16 anni di reclusione.
Fu creato cardinale da papa Pio XII nel concistoro del 12 gennaio 1953, ma non gli fu mai permesso di recarsi a Roma e pertanto non ricevette mai un titolo cardinalizio. Non poté prendere parte nemmeno al conclave del 1958 in cui fu eletto papa Giovanni XXIII.
Durante la prigionia, trasformata in seguito negli arresti domiciliari, Stepinac avrebbe sviluppato i sintomi di una malattia genetica e morì nel 1960, sempre durante gli arresti domiciliari. Tuttavia, esiste una testimonianza di un carceriere di Stepinac che riferisce di avergli somministrato del veleno.
Il 3 ottobre 1998, a Marija Bistrica presso Zagabria, papa Giovanni Paolo II beatificò il cardinale Alojzije Stepinac.

### XXI secolo
Il 7 agosto 2015 la Congregazione per il culto divino e la disciplina dei sacramenti ha confermato San Giuseppe patrono della Croazia.

## Organizzazione ecclesiastica

Mappa delle province cattoliche croate, che include le diocesi di Sirmio in Serbia e di Cattaro in Montenegro.

L'organizzazione ecclesiastica consiste in:
| Arcidiocesi e diocesi                         | Sito web |
| --------------------------------------------- | -------- |
| Arcidiocesi metropolitana di Zagabria         |          |
| Diocesi di Bjelovar-Križevci                  |          |
| Eparchia di Križevci (Greco-cattolica)        |          |
| Diocesi di Sisak                              |          |
| Diocesi di Varaždin                           |          |
| Arcidiocesi metropolitana di Đakovo-Osijek    |          |
| Diocesi di Požega                             |          |
| Diocesi di Sirmio (in Serbia)                 |          |
| Arcidiocesi metropolitana di Fiume            |          |
| Diocesi di Gospić-Segna                       |          |
| Diocesi di Veglia                             |          |
| Diocesi di Parenzo e Pola                     |          |
| Arcidiocesi metropolitana di Spalato-Macarsca |          |
| Diocesi di Ragusa di Dalmazia                 |          |
| Diocesi di Lesina                             |          |
| Diocesi di Cattaro (in Montenegro)            |          |
| Diocesi di Sebenico                           |          |
| Arcidiocesi di Zara                           |          |
| Ordinariato militare in Croazia               |          |

I vescovi delle diocesi croate formano la Conferenza dei vescovi della Croazia.
L'eparchia di Križevci estende la sua giurisdizione anche sui fedeli di rito bizantino residenti in Slovenia e Bosnia ed Erzegovina.
La diocesi di Đakovo aveva in passato giurisdizione ecclesiastica anche sulla Bosnia nord-orientale e nella Serbia nord-occidentale.

### Diocesi estinte
In Croazia, particolarmente in Istria e in Dalmazia, si contano numerose diocesi soppresse:
- Alba Marittima o Zaravecchia, la cui sede fu trasferita a Scardona nel 1116
- Arbe, eretta nel VI secolo, soppressa nel 1830 a vantaggio della diocesi di Veglia
- Cittanova, eretta nel 381, soppressa nel 1828 a vantaggio della diocesi di Trieste; dal 1977 il suo territorio fa parte della diocesi di Parenzo e Pola
- Curzola, eretta nel 1300, suffraganea dell'arcidiocesi di Ragusa (1300-1830), soppressa nel 1830 a vantaggio della diocesi di Ragusa di Dalmazia
- Delminium, poi Duvno, unita nel XVII secolo a Macarsca
- Epidauro o Ragusa Vecchia, la cui sede fu trasferita nel VII secolo a Ragusa di Dalmazia
- Marcana, piccola isola presso Ragusa, il cui titolo è unito a Trebigne nel XIV secolo, suffraganea dell'arcidiocesi di Ragusa di Dalmazia; dal 1890 amministrazione perpetua ai vescovi di Mostar-Duvno (Bosnia ed Erzegovina)
- Modrussa, eretta nel XII secolo con sede a Corbavia, nel 1630 unita a Segna
- Narona, scomparsa nel VI secolo
- Nona, eretta nell'VIII secolo-IX secolo soppressa nel 1830 a vantaggio dell'arcidiocesi di Zara
- Ossero sull'isola di Cherso, eretta nel VI secolo, soppressa nel 1830 a vantaggio della diocesi di Veglia
- Otočac, eretta nel 1460, nel 1513 unita alla diocesi di Segna e soppressa nel 1534
- Pedena, eretta nel IV secolo, nel 1788 unita alla diocesi di Gradisca
- Salona, unita all'arcidiocesi di Spalato
- Segna, eretta nel XII secolo, unita nel 1969 a Fiume e poi nel 2000 a Gospić come diocesi di Gospić-Segna, suffraganea dell'arcidiocesi di Fiume
- Siscia, eretta nel III secolo; la sede fu trasferita a Zagabria nel 1093; ristabilita nel 2009 come diocesi di Sisak, suffraganea dell'arcidiocesi di Zagabria
- Scardona, soppressa nel 1830 a vantaggio della diocesi di Sebenico
- Stagno, unita a Curzola dal 1300 al 1541, suffraganea dell'arcidiocesi di Ragusa di Dalmazia (1300-1830), soppressa nel 1830 a vantaggio della Ragusa di Dalmazia
- Tenin, eretta nel 1050-1052
- Traù, soppressa nel 1830 a vantaggio della diocesi di Sebenico

## Conferenza episcopale
Elenco dei presidenti della Conferenza dei vescovi della Croazia:
- Cardinale Franjo Kuharić (1993 - 1997)
- Cardinale Josip Bozanić (1997 - 18 ottobre 2007)
- Arcivescovo Marin Srakić (18 ottobre 2007 - 14 novembre 2012)
- Arcivescovo Želimir Puljić (14 novembre 2012 - 18 ottobre 2022)
- Arcivescovo Dražen Kutleša, dal 18 ottobre 2022

Elenco dei vicepresidenti della Conferenza dei vescovi della Croazia:
- Cardinale Josip Bozanić, dal 16 ottobre 2013

Elenco dei segretari generali della Conferenza dei vescovi della Croazia:
- Vescovo Petar Palić (25 gennaio 2017 - 11 luglio 2020)
- Presbitero Krunoslav Novak, dal 15 settembre 2020

## Nunziatura apostolica
Dall'8 febbraio 1992 Santa Sede e Croazia hanno stabilito relazioni diplomatiche.

### Nunzi apostolici
- Giulio Einaudi (29 febbraio 1992 - 4 agosto 2003 ritirato)
- Francisco-Javier Lozano Sebastián (4 agosto 2003 - 10 dicembre 2007 nominato nunzio apostolico in Romania e Moldavia)
- Mario Roberto Cassari (14 febbraio 2008 - 10 marzo 2012 nominato nunzio apostolico in Sudafrica, Botswana, Namibia e Swaziland)
- Alessandro D'Errico (21 maggio 2012 - 27 aprile 2017 nominato nunzio apostolico a Malta)
- Giuseppe Pinto (1º luglio 2017 - 16 aprile 2019 dimesso)
- Giorgio Lingua, dal 22 luglio 2019

## Ordini religiosi

### Francescani
Ci sono tre province francescane dei frati minori nel paese:
- la provincia francescana dei santi Cirillo e Metodio con sede a Zagabria,
- la provincia francescana di San Girolamo con sede a Zara,
- la provincia francescana del santissimo Redentore con sede a Spalato.

Esistono inoltre una provincia cappuccina sotto il patrocinio di San Leopoldo Mandić con sede a Zagabria, e la provincia di San Girolamo dei frati minori conventuali, anch'essa con sede a Zagabria.

### Domenicani
In Croazia esiste una provincia dei frati domenicani, intitolata all'Annunciazione della Beata Vergine Maria, i cui conventi si trovano a Ragusa di Dalmazia, Gravosa (distretto cittadino di Ragusa), Curzola, Spalato, Traù, Cittavecchia (Lesina), Bol (Brazza), Zagabria e Fiume.